# M/S Paulina
M/S Paulina är en linjefärja ägd av Trafikverket och trafikerar Bohedenleden i Överkalix. Hon byggdes 1979 på Åsiverken i Åmål men byggdes om 2000.
Hon syns i slutscenen av filmen Jägarna 2

## Stormolycka
Den 8 juni 2016 bröts styrhytten av vid en storm när färjan låg till kaj.